# Făget
Făget (pronunciació en romanès: [fəˈdʒet], en alemany: Fatschet; en hongarès: Facsád; en serbi: Фагет / Faget) és una ciutat del comtat de Timiș, Banat, a l'oest de Romania, amb una població d'uns 6.500 habitants. El seu nom significa literalment "bosc de faigs" en romanès.
La ciutat administra deu pobles: Bătești (Vadpatak), Begheiu Mic (Bázosd), Bichigi (Kisbékés), Brănești (Avasfalva), Bunea Mare (Bunya), Bunea Mică (despoblat), Colonia Mică (Facsádkistelep), Jupânești (Zsupánfalva) Povârgina (Porzson) i Temerești (Temeres).
El 2002 comptava amb una població de les següents ètnies: romanesos (6.604), hongaresos (312), alemanys (61), gitanos (14) i serbis (2).
La ciutat està situada al centre d’una àrea etno-folklòrica diferent, al costat nord-oest de les muntanyes Poiana Ruscă, a la carretera nacional DN68. La carretera s'estén d'Ilia a Lugoj —i a la línia de ferrocarril CFR 212.

## Llocs
Al costat nord de Făget, el riu Bega és visible. Al seu voltant encara hi ha signes d’una fortificació medieval que es remunta al 1548 (encara no completament estudiada).
La ciutat també exhibeix bustos d'Eftimie Murgu, Victor Feneșiu i el pioner de l'aviació Traian Vuia.